# Lettre au très honorable lord-maire de Sydney
La Lettre au très honorable lord-maire de Sydney est une lettre ouverte manuscrite en anglais rédigée en novembre 1986 par Élisabeth II alors en visite au Queen Victoria Building, à Sydney, en Australie,,. Elle est adressée au très honorable lord-maire de la ville et à tous ses habitants,,. Son contenu est inconnu, la lettre ayant été cachetée aussitôt après avoir été écrite avec pour instruction de ne pas l'ouvrir avant 2085, ce qui fait de la missive une capsule temporelle,,. Elle est conservée dans une vitrine située dans une zone à accès restreint, au sommet du dôme principal du Queen Victoria Building,,.

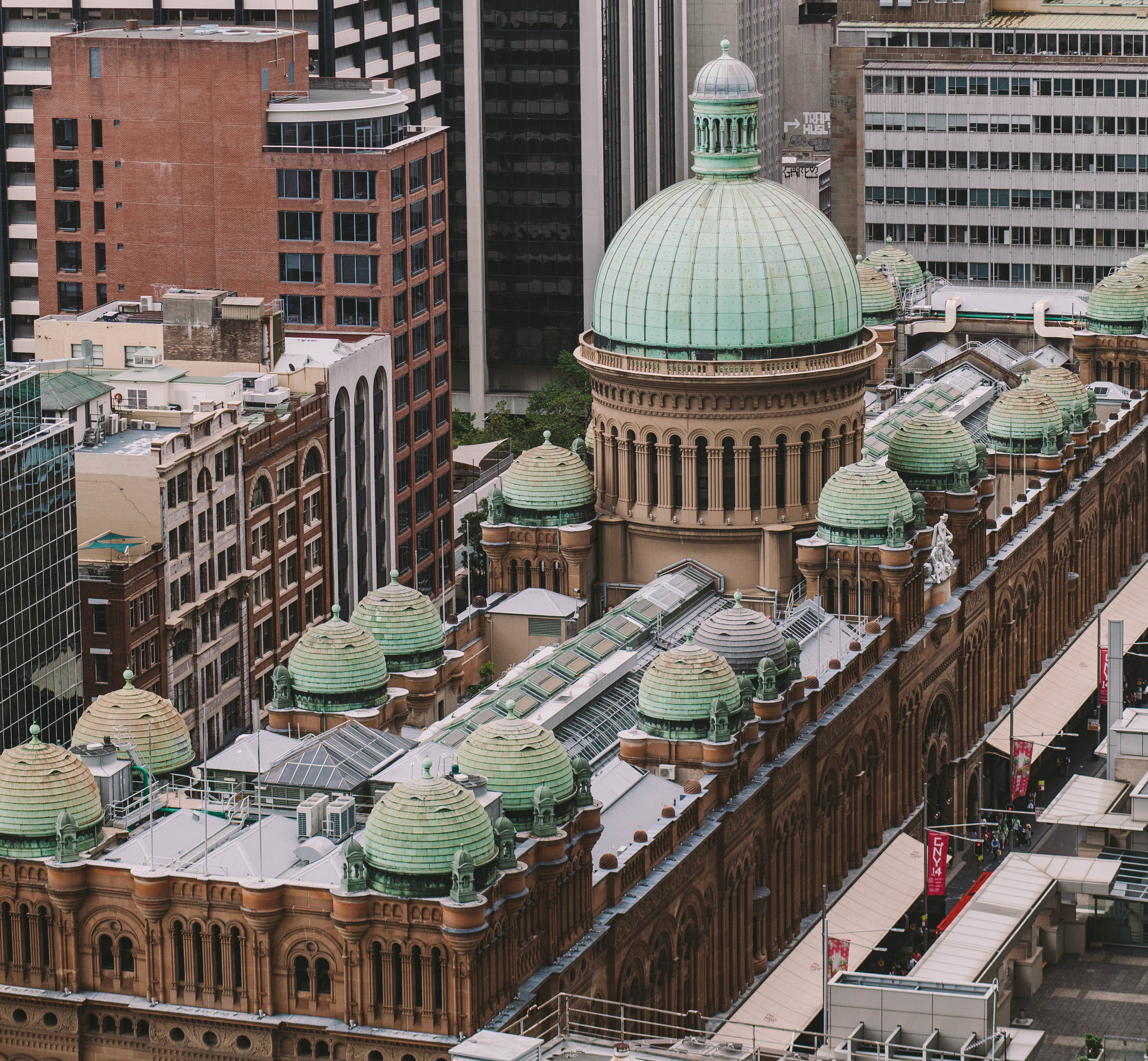
Le Queen Victoria Building et ses dômes dont le plus grand renferme la lettre.

Sur l'enveloppe est rédigé le contenu suivant en anglais :
« To the Rt. Hon, the LORD MAYOR of SYDNEY,
AUSTRALIA
Greetings
On a suitable day to be selected by you in the year 2085 A.D.
would you please open this envelope and convey to the
citizens of SYDNEY my message to them.
Elizabeth R »
Le texte peut être traduit en français par :
« Au très honorable, le LORD-MAIRE de SYDNEY,
AUSTRALIE
Salutations
En un jour approprié que vous choisirez au cours de l'année 2085 A.D.
voudriez-vous s'il vous plait ouvrir cette enveloppe et transmettre aux
citoyens de SYDNEY le message que je leur adresse.
Élisabeth R »